# Hopyeong-dong
Hopyeong-dong (koreanska: 호평동) är en stadsdel i staden Namyangju i  provinsen Gyeonggi i den norra delen av Sydkorea, 26 km nordost om huvudstaden Seoul.